# Kyle Dunnigan
Kyle Dunnigan (nacido el 25 de mayo de 1971) es un comediante, actor y escritor estadounidense, más conocido como escritor de Inside Amy Schumer y por su papel de Craig en Reno 911.

## Vida y carrera
Dunnigan fue miembro de Groundlings Sunday Company y recibió su BFA en teatro de la Universidad de Connecticut.
Dunnigan fue miembro del elenco del programa de comedia de sketches de Fox de 2002, Cedric the Entertainer Presents. Tuvo un papel recurrente como el novio asesino en serie de Trudy Weigel, Craig Pullin, de 2004 a 2006 en Reno 911 de Comedy Central, y apareció en la película de 2007 Reno 911!: Miami. Fue miembro del elenco del reality show de Howie Mandel de 2009, Howie Do It. Lanzó el álbum Wait, There's More...en 2009.
Aparece en programas de comedia en Comedy Central como Comedy Central Presents Kyle Dunnigan y Premium Blend, y en los programas de entrevistas Late Night with Conan O'Brien, Jimmy Kimmel Live! y The Late Late Show with Craig Ferguson. Dunnigan coescribió con Jordan Allen-Dutton e interpretó a Craig en un piloto, llamado Brothers Strong. Encabezó Laugh-A-Palooza en agosto de 2012, y prometió "chocar esos cinco" a los asistentes al programa.
En 2013, Kyle lanzó el álbum navideño Craig's All Star, Rockin' Christmas, You Guys! como su alter ego "Craig" y su hermano Kurt Pullin. Hace sus imitaciones de Donald Trump, Bill Maher y Tim Gunn a lo largo de las parodias. El álbum cuenta con otros artistas como el cantautor Jesse Thomas, la comediante Amy Schumer y el actor Kevin Berntson.
Dunnigan fue escritor e intérprete en las cuatro temporadas del programa de comedia de sketches de 2013-2016 Inside Amy Schumer, con papeles recurrentes en varias parodias. Ganó el premio Primetime Emmy a la mejor música y letras originales por coescribir la canción "Girl You Don't Need Make Up" de ese programa en 2015.
Dunnigan, junto con Tig Notaro y David Huntsberger, fueron coanfitriones del podcast Professor Blastoff en la red Earwolf hasta el 21 de julio de 2015. El podcast terminó cuando la copresentadora Notaro decidió abandonar el programa, después de haberle avisado con cuatro meses de antelación.
Es un invitado habitual en The Howard Stern Show, donde imita a celebridades como Caitlyn Jenner, Donald Sterling, Bill Maher, Hashtag Guy, Donald Trump y Perez Hilton. Dunnigan ha hecho varias apariciones en el Adam Carolla Show Podcast, donde a menudo hace imitaciones de Sylvester Stallone y Joe Biden.
Dunnigan también publica bocetos humorísticos de clips de películas en YouTube e Instagram que utilizan tecnología de "intercambio de rostros" en los que usa los rostros de Andrew Cuomo, Joe Biden, Ray Liotta, Jack Nicholson, Sylvester Stallone, Adam Sandler y Bill Maher, entre otros. Dunnigan también ha aparecido en varios podcasts como The Joe Rogan Experience.
En 2022, Dunnigan comenzó a trabajar con Ben Avery, ex productor del comediante Tim Dillon. Dunnigan también trabaja con los comediantes John Bush y Kurt Metzger.

## Discografía

### Álbumes

#### Stand-up
- 2009: Wait, There's More... (CD Baby) CD, Descarga

#### Música
- 2013: Craig's All Star, Rockin' Christmas, You Guys! (CD Baby/Comedy Central Records (2014)) CD, Descarga

#### Apariciones en compilaciones
- 2019: Just for Laughs - Premium, Vol. 30 - Track 10: "Horses (Jfl 2013)"[11] Descarga

## Filmografía

### Cine
| Año  | Título                                 | Papel                           | Notas      |
| ---- | -------------------------------------- | ------------------------------- | ---------- |
| 2003 | Spanish Fly                            | Skippy                          |            |
| 2005 | Patriot Act: A Jeffrey Ross Home Movie | Él mismo                        | Documental |
| 2007 | Reno 911!: Miami                       | Rehén del narcotraficante       |            |
| 2015 | Trainwreck                             | Kyle                            |            |
| 2018 | Don't Worry, He Won't Get Far on Foot  | Doctor de barrio                |            |
| 2024 | Unfrosted                              | Walter Cronkite y Johnny Carson |            |

### Televisión

#### Películas
| Año  | Título    | Papel      | Notas |
| ---- | --------- | ---------- | ----- |
| 2017 | Giving Up | Comediante |       |

#### Comedia en vivo
| Año       | Título                                 | Notas                       |
| --------- | -------------------------------------- | --------------------------- |
| 1998      | The Jim Breuer Show                    | Episodio 1.5                |
| 1999-2001 | Late Night with Conan O'Brien          | 2 episodios                 |
| 2004      | Jimmy Kimmel Live!                     | Episodio 3.71               |
| 2006      | The Late Late Show with Craig Ferguson | Episodio 2.180              |
| 2007      | Comedy Central Presents                | Episodio 11.16              |
| 2007      | Comedy Colosseum                       | Piloto                      |
| 2009      | Comedy.TV                              | Episodio 1.14               |
| 2014      | Just for Laughs: All Access            | Episodio: "Sarah Silverman" |
| 2014      | Late Night with Seth Meyers            | Episodio 2.51               |

#### Series
| Año       | Título                                   | Papel         | Notas                                           |
| --------- | ---------------------------------------- | ------------- | ----------------------------------------------- |
| 1999      | Random Play                              |               | Piloto                                          |
| 2003      | Happy Family                             |               | Episodio: "Sara Rebels"                         |
| 2003      | Cedric the Entertainer Presents          |               | 6 episodios                                     |
| 2003-2009 | Reno 911!                                |               | 13 episodios                                    |
| 2006      | Cheap Seats: Without Ron Parker          |               | Rpisodio: "1985 World's Strongest Man"          |
| 2009      | Howie Do It                              |               | 10 episodios                                    |
| 2011      | The Back Room                            |               | Episodio: Kyle Dunnigan                         |
| 2011      | In the Flow with Affion Crockett         |               | 1 episodio                                      |
| 2013      | TakePart Live                            | Invitado      | 1 episodio                                      |
| 2013-2016 | Inside Amy Schumer                       |               | Actor en 12 episodios, escritor en 39 episodios |
| 2014      | @midnight                                | Concursante   | 1 episodio                                      |
| 2014      | Garfunkel and Oates                      |               | Episodio: "The Fadeaway"                        |
| 2015      | In-Between                               |               | Episodio: "Butts & Boobs"                       |
| 2016      | One Mississippi                          |               | Episodio: "New Contact"                         |
| 2017      | I Love You, America with Sarah Silverman |               | Actor en episodio 1.9, escritor en 10 episodios |
| 2018      | The Joe Rogan Experience                 |               | Episodio 1134                                   |
| 2020      | The Joe Rogan Experience                 |               | Episodio 1495                                   |
| 2021      | The Joe Rogan Experience                 |               | Episodio 1707                                   |
| 2024      | Mr. Birchum                              | Eddie Birchum |                                                 |